# Abastumani
Abastumani (gruzínsky აბასთუმანი) je lázeňské městečko v gruzínském kraji Samcche-Džavachetii. Leží na jižním svahu Meschetského hřbetu v nadmořské výšce mezi 1250 až 1450 m v úzkém zalesněném údolí řeky Ocche (gruzínsky ოცხე, dříve též Abastumanka). Městem prochází silnice Achalciche - Bagdati.
V Abastumani se nachází Abastumanská astrofyzikální observatoř.

## Lázně
Abastumani má mírně suché horské klima s relativní vlhkostí vzduchu dosahující v létě pouhých 50 %. Roční průměr slunečných dnů činí 3 hodiny a průměrné roční srážky 626 mm. Průměrná teplota je 6,4 až 6,5 °C v lednu a 17,2 °C v červenci.
Tři minerální prameny o teplotě 39 až 48,5 °C, které jsou mírně mineralizované a bohaté na chloridy a síran sodný, se dlouhodobě využívaly k léčbě tuberkulózy.

## Doprava
Z Abastumani vede horská silnice přes hřeben Malého Kavkazu nedaleko 2 180 m vysokého Zekarského průsmyku do lázeňského města Sairme a dále do Bagdati v sousedním kraji Imeretie.
V jižním směru pokračuje jako zpevněná silnice do Achalciche, hlavního města Samcche-Džavachetie.
Nejbližší železniční stanicí je 28 km vzdálená Achalciche, případně 78 km vzdálená stanice Bordžomi.